# Argyrolobium tomentosum
Argyrolobium tomentosum là một loài thực vật có hoa trong họ Đậu. Loài này được (Andrews) Druce miêu tả khoa học đầu tiên.